# Société nationale de l'Acadie
Pour les articles homonymes, voir Acadie (homonymie) et SNA.
La Société nationale de l'Acadie (SNA) (originellement : Société Nationale de l'Assomption) est une organisation internationale non gouvernementale fédérant diverses associations acadiennes et qui a pour mandat « la promotion et la défense des droits et intérêts du peuple acadien des provinces de l'Atlantique ». Elle est accréditée du statut consultatif auprès l'Organisation internationale de la francophonie depuis 2005. Elle a pour devise : « La force d'un peuple ».

## Histoire

### Origines

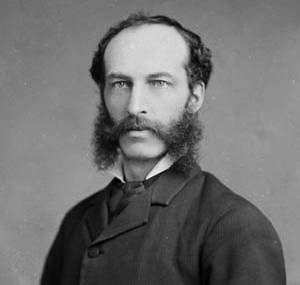
Pierre-Amand Landry, chef de file de l'élite acadienne au XIXe siècle.

À l'origine, l'Acadie ne comporte pas d'associations mais il y a des assemblées publiques et certains fonctionnaires élus, comme les responsables d'aboiteaux, les marguilliers, les syndics et les officiers de milice. À la suite de l'invasion anglaise de 1710, les Acadiens ne peuvent plus être officiers de milice mais le système des représentants élus est mis en place durant les années 1720. Ceux-ci ont un statut important dans la société et leur nombre atteint une centaine en 1755. La Déportation des Acadiens, ayant lieu entre 1755 et 1763, détruit les bases de la société mais les Acadiens continuent de se réunir pour faire valoir leurs droits dans leurs terres d'accueil. Les Acadiens demeurés en Acadie ou retournant d'exil continuent d'élire des marguillers. Des confréries sont fondées au tournant du XIXe siècle, suivies de sociétés d'éducation, de sociétés agricoles et de diverses organisations communautaires et économiques. L'implication du clergé, du français François-Edme Rameau de Saint-Père puis la fondation des premiers collèges et du journal Le Moniteur acadien, en 1867, favorise la popularité de ces associations. La population s'implique aussi dans la gouvernance locale et un premier député, Simon d'Entremont, est élu en 1836.
Au cours des années 1870, l'Acadie est en pleine renaissance et une élite politique s'y forme, dont le chef de file est Pierre-Amand Landry. L'Acadie ne compte alors pas d'organisation de nature ethnique ou nationaliste, comme la Société Saint-Jean-Baptiste de Montréal, au Québec, fondée en 1734 par Ludger Duvernay. Celle-ci organise en 1874 la première Convention générale des Canadiens français, attirant des milliers de francophones nord-américains dont trois Acadiens: le docteur Boissy, Pascal Poirier et surtout Pierre-Amand Landry. Ce dernier participe aux délibérations et y traite de la Question des écoles du Nouveau-Brunswick. Il est aussi membre du comité d'organisation de l'Union canadienne-française de l'Amérique, qui ne voit toutefois pas le jour.
Pierre-Amand Landry, secondé de Pascal Poirier, prend la tête d'une délégation de près de cent Acadiens en 1880 pour la deuxième Convention générale des Canadiens français, à Québec. Une commission est même créée spécifiquement pour les Acadiens. Les organisateurs accueillent les Acadiens avec enthousiasme et souhaitent la création d'une identité commune pour les francophones nord-américains, notamment par l'adoption de la Saint-Jean-Baptiste ailleurs qu'au Québec, mais Pierre-Amand Landry dénonce dans un discours l'attitude paternaliste des Canadiens français face à l'Acadie. L'organisation de la première Convention nationale acadienne à Memramcook en 1881 est d'ailleurs décidée par les délégués acadiens.

### Confusion entourant la fondation

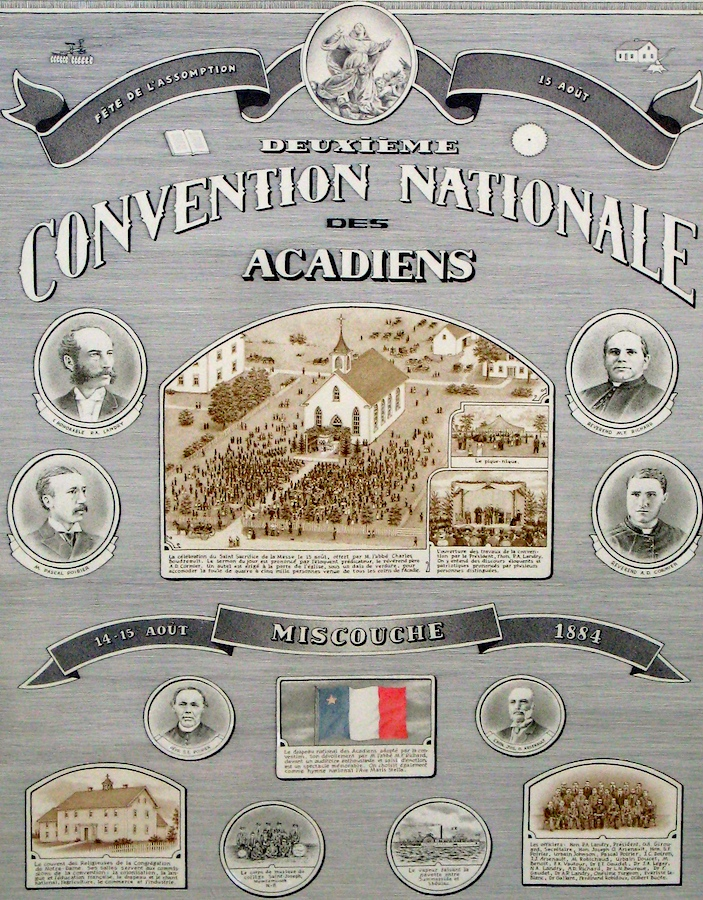
Affiche annonçant la IIe Convention nationale acadienne.

Selon la tradition, la Société nationale de l'Acadie est née en juillet 1881, lors de la première convention nationale acadienne à Memramcook. Il n'existe pourtant aucune preuve de cette fondation, comparativement aux débats de la convention, qui sont très bien documentés. Il n'en est pas non plus fait allusion dans les documents de la deuxième convention de Miscouche, en 1884. Fernand Robidoux, dans son recueil de documents sur les conventions publié en 1907, ne mentionnent d'ailleurs pas la création de cet organisme. Une note manuscrite de Clément Cormier, conservée dans les archives de la société, mentionne toutefois qu'elle fut fondée en 1881 à Memramcook mais qu'il est difficile d'en trouver trace. Il change d'avis dans son historique de la SNA publié en 1965, où il affirme qu'elle fut fondée plusieurs années plus tard. L'ouvrage de Fernand Robidoux fait toutefois allusion à la troisième convention de Pointe-de-l'Église, en 1890, où les délégués décident de la structure de l'organisme. Fernand Robidoux cite également Pascal Poirier, qui affirme que la société n'existait pas encore en 1890. Les historiens Gérard Beaulieu et Maurice Basque affirment qu'elle est créée à la convention nationale de Pointe-de-l'Église, en 1890, tandis que Richard Wilbur affirme qu'elle est fondée en 1889 afin d'organiser celle-ci. Quoi qu'il en soit, la première mention de la Société de l'Assomption, car c'est le nom d'origine de la Société nationale de l'Acadie, date de 1890.
Plusieurs événements expliquent cette confusion. Un comité sous la présidence de Pierre-Amand Landry est en fait mis sur pied à Shédiac le 10 mai 1881 afin d'organiser la première convention nationale. La Société acadienne Saint-François-Xavier est fondée à Moncton en 1884 et la Société des Acadiens français est fondée à Boston en 1888. Des sociétés de l'Assomption sont créées dans plusieurs localités à partir de 1881 afin de promouvoir la fête nationale du 15 août. Selon Maurice Basque, c'est vraisemblablement l'une de ces sociétés qui organise la grande fête de Bouctouche en 1883, où un comité se réunit pour choisir le lieu de la deuxième convention nationale. Les membres d'un Comité général de l'Assomption, responsable de l'organisation des conventions, sont d'ailleurs choisis à Miscouche en 1884. Un article du journal Le Moniteur acadien daté du 2 août 1889 demande la création d'une « société générale de l'Assomption », sur le modèle de la Société Saint-Jean-Baptiste. À la réunion du Comité général de l'Assomption à Moncton en 1889, Marcel-François Richard propose d'organiser une troisième Convention générale de l'Assomption, alors que ce terme n'avait pas été utilisé pour les deux premières conventions nationales.
La Société de l'Assomption ne doit pas non plus être confondue avec la Société mutuelle l'Assomption, appelée Assomption Vie de nos jours, qui fut fondée en 1903 à Waltham, au Massachusetts. Ajoutant à la confusion, plusieurs dirigeants se sont impliqués dans les deux organisations, qui luttaient pour certaines causes semblables à l'origine, et une fusion des deux organisations a même été proposée. De plus, la mutuelle fut plus active que la nationale entre les années 1930 et 1950 alors que de nombreux articles de presse utilisaient indistinctement l'expression « Société l'Assomption » pour les deux organismes.

### Période nationaliste

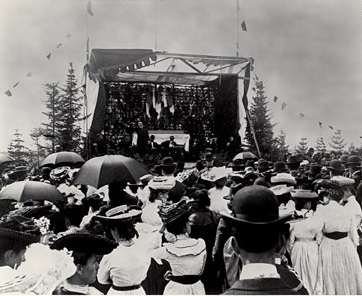
La Ve Convention nationale acadienne.

L'historienne Deborah Robichaud considère que la structure de la Société nationale de l'Acadie découle directement de celles de ses comités organisateurs. Georges Beaulieu considère quant à lui qu'elle s'inspire de la Société Saint-Jean-Baptiste.
L'une des principales réalisations de la Société de l'Assomption est l'organisation de huit conventions nationales acadiennes entre 1900 et 1937. Pascal Poirier est élu premier président en 1890 tandis que Pierre-Amand Landry devient le premier secrétaire. Les réunions sont organisées au Collège Saint-Joseph de Memramcook. La quatrième convention nationale acadienne a lieu à Arichat en 1900 et les premiers ministres Wilfrid Laurier et George Henry Murray figurent parmi les invités. Les délégués y discutent de l'acadianisation du clergé et de la nomination d'un évêque acadien ainsi que la nécessité, pour les journaux de travailler ensemble à défendre les intérêts de l'Acadie. Les journaux publient d'ailleurs les comptes rendus des réunions de la société et l'une des préoccupations principales est la promotion de l'éducation en français en Nouvelle-Écosse. Quant à la nomination d'un évêque acadien, Pascal Poirier et Pierre-Amand Landry militent ouvertement à ce sujet auprès du clergé et du Vatican, envenimant leurs relations avec les évêques des provinces de l'Atlantique. Pascal Poirier démissionne pour cette raison en 1904.
Le médecin François-Xavier Comeau devient président en 1904. Il est le premier dirigeant de la société à ne pas être originaire du Sud-est du Nouveau-Brunswick et il semble qu'il ait plutôt été élu parce que la cinquième convention nationale a lieu l'année suivante dans sa ville de résidence, Caraquet. L'évêque Thomas Barry est invité à la convention mais refuse de s'y rendre si Pascal Poirier est présent. Ce dernier s'y rend quand même et prononce un discours contre le clergé anglophone. Les délégués demandent une fois de plus la nomination d'un évêque acadien, demandent que le gouvernement aide les agriculteurs, demandent que le français soit utilisé dans les écoles normales et encouragent les Acadiens à s'intéresser davantage au commerce et à l'industrie. Des liens sont également établis avec la Société mutuelle l'Assomption, fondée deux ans plus tôt.

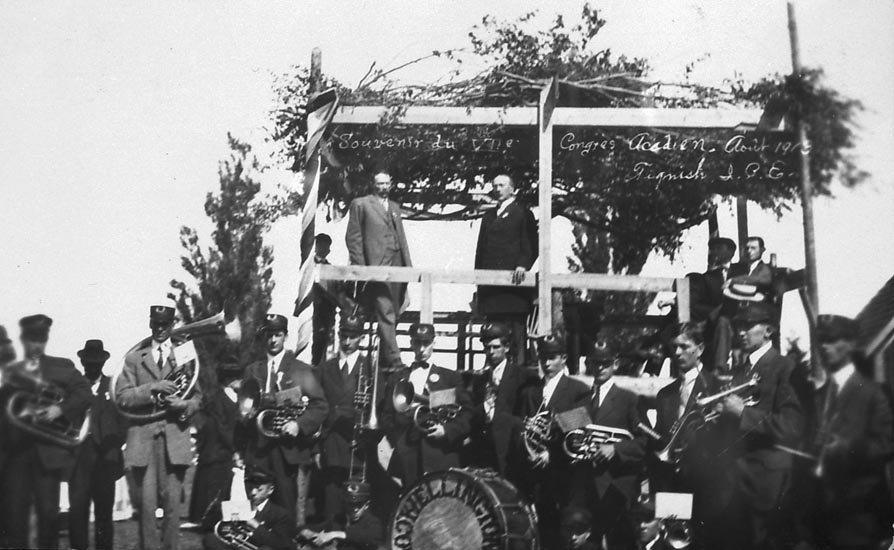
La VIIe Convention nationale acadienne.

Le député Cyprien Martin devient le troisième président en 1905. La sixième convention nationale est organisée dans sa ville natale, Saint-Basile, en 1908. 5 000 personnes y assistent, dont le juge en chef de la Louisiane, Joseph Breaux. L'accent est d'ailleurs mis sur les relations avec la diaspora acadienne. Les délégués demandent aussi aux journaux de publier au moins un article de fond par semaine et de reproduire moins d'articles étrangers; on demande aussi aux auteurs locaux de participer à l'écriture des journaux. Les délégués demandent encore une fois la nomination d'un évêque acadien.
L'éditeur François-Joseph Buote, de Tignish, devient le quatrième président en 1908. La septième convention nationale a lieu en 1913 dans sa ville natale; elle fut retardée d'un an à cause des travaux sur l'église locale et de la nomination d'un évêque acadien. Cette convention a d'ailleurs l'apparence d'une fête d'action de grâce. Le comité de rapatriement, de colonisation et d'agriculture y est également mise sur pied tandis que l'avenir de la Société mutuelle l'Assomption est abordé.
Pascal Poirier redevient président en 1913. Dès ce moment, les premiers véritables procès-verbaux sont produits, grâce au nouveau secrétaire-général Charles Hébert. La Société Saint-Thomas-d'Aquin est fondée en 1919 à l'Île-du-Prince-Édouard, devenant la première association provinciale acadienne. La huitième convention nationale a lieu à Pointe-de-l'Église et Grand-Pré. Pascal Landry est malade et est souvent remplacé par David-Vital Landry, notamment à cette occasion. Les délégués demandent que les erreurs dans les livres d'histoire concernant les Acadiens soient corrigées. Une commission d'histoire, présidée par l'historien et généalogiste Placide Gaudet, est mise sur pied. Les délégués demandent aussi aux Acadiens de s'abonner aux journaux locaux. La Société nationale l'Assomption se dote également d'une constitution et compte dès lors un président, trois vice-présidents, un secrétaire, un secrétaire-adjoint, un trésorier, un avocat-conseil, un vérificateur général, neuf directeurs généraux et un aumônier. Les officiers sont élus par les membres des comités exécutifs de chacune des conventions nationales. Tous les Acadiens sont automatiquement membres de la société mais seulement les membres à vie et les membres actifs peuvent être candidats à un poste d'officier. Les délégués visitent le Lieu historique national de Grand-Pré, récemment acheté par la société, et décident de la construction de l'église-souvenir.
Le juge Aubin-Edmond Arsenault, ancien premier ministre de l'Île-du-Prince-Édouard – le premier Acadien à occuper un poste aussi important –, devient le sixième président en 1921; son père, Joseph-Octave Arsenault, est à l'origine de l'officialisation de la société, en 1890. En 1925, Aubin-Edmond Arsenault mène la première mission officielle en Louisiane. La neuvième convention nationale a lieu à Moncton en 1927. Une plus grande représentativité politique des Acadiens au Nouveau-Brunswick est demandée. On encourage l'adhésion aux coopératives et l'usage du français dans la vie publique. Le premier ministre du Royaume-Uni, Stanley Baldwin, ainsi que le premier ministre du Canada, William Lyon Mackenzie King, assistent à l'événement.
Le juge néo-brunswickois Arthur Leblanc devient le septième président en 1927.
La Société nationale de l'Acadie affirme représenter tout le peuple acadien mais est avant tout dirigée par des membres de l'élite acadienne défendant aussi, selon Maurice Basque, leurs propres intérêts. Selon Léon Thériault, elle représente une forme de mini gouvernement, au moins du point de vue de son discours. Elle favorise toutefois réellement l'épanouissement de l'Acadie contrairement aux gouvernements.
L'un des premiers dossiers dans lesquels la SNA s'implique activement est la nomination d'un premier évêque acadien, en la personne de Mgr Alfred-Édouard Leblanc en 1912. Un autre dossier, présenté dans toutes les conventions nationales, est celui de la promotion de l'éducation en français.

### Essoufflement
Elle prit ensuite le nom de Société nationale des Acadiens le 22 juin 1957, lors de la 12e convention nationale acadienne, qui avait également lieu à Memramcook.

### Renouveau
C'est finalement le 23 mai 1992 qu'elle adopta son nom actuel de Société nationale de l'Acadie lors de sa première Assemblée générale annuelle qui avait lieu à Terre-Neuve-et-Labrador.

## Organisation
La SNA est une fédération chapeautant plusieurs associations acadiennes dans les provinces atlantiques et même au-delà.
Nouveau-Brunswick
- La Société de l'Acadie du Nouveau-Brunswick (SANB)
- La Fédération des jeunes francophones du Nouveau-Brunswick (FJFNB)

Nouvelle-Écosse
- La Fédération acadienne de la Nouvelle-Écosse (FANE)
- Le Conseil Jeunesse Provincial (CJP)

Île-du-Prince-Édouard
- La Société Saint-Thomas d'Aquin (SSTA)
- La Jeunesse Acadienne (JA)

Terre-Neuve-et-Labrador
- La Fédération des francophones de Terre-Neuve et du Labrador (FFTNL)
- Les Franco-Jeunes de Terre-Neuve et du Labrador (FJTNL)

Québec
- Coalition des organisations acadiennes du Québec
- La Corporation des Acadiens aux Îles de la Madeleine

France
- Les Amitiés Acadiennes
- L'Association St-Pierre et Miquelon/Acadie

États-Unis
- Le Comité Louisiane-Acadie
- Le Conseil d'héritage acadien du Maine

Atlantique
- Fédération des Associations de Familles Acadiennes

## Relations internationales
La SNA entretient diverses relations internationales officieuses ou officielles. Les relations les plus anciennes et les plus importantes sont avec la France. Celles-ci commencèrent en 1968, à l'initiative de la SNA. La France avait déjà déplacé sa chancellerie d'Halifax vers Moncton en 1964, avant de la transformer en consulat général en 1966. La coopération France-Acadie est renouvelée à tous les deux ans et inclut un programme d'échange, de bourses d'études ainsi que de l'aide financière et technique. La SNA gère la Fondation Franco-Acadienne pour la Jeunesse, qui favorise l'échange entre jeunes, alors que la France a instauré un Service culturel à son consulat de Moncton. Les relations avec la Communauté française de Belgique commencent en 1983 et depuis, un programme d'échange est renouvelé tous les trois ans. Depuis les années 1990, le Conseil général de Saint-Pierre-et-Miquelon ainsi que des délégations de la SNA discutent d'enjeux communs. Une entente est finalement signée en 2001 et l'Association SPM-Acadie est fondée, plus tard remplacée par l'Association Miquelon Culture. Les relations avec le CODOFIL en Louisiane commencent à la même époque. À partir de 1995, le Québec tente de se rapprocher de la francophonie canadienne. En 2002, un monument commémorant l'apport des Acadiens au Québec est inauguré dans la ville de Québec. En 2003, l'Assemblée nationale du Québec appuya unanimement la SNA dans sa démarche pour faire reconnaître les torts causés par la Déportation des Acadiens. Le Centre de la francophonie des Amériques fut fondé en 2008. Au-delà de cette reconnaissance, il existe une Commission Acadie-Québec. La SNA siège à l'Organisation internationale de la francophonie en tant que membre de la délégation d'accompagnement du Canada et ce depuis 2005.

## Prix
La Société nationale de l'Acadie et ses différentes associations remettent différents prix, comme la médaille Léger-Comeau, la médaille Camille-Antoine-Richard, le prix France-Acadie, le prix Acadie-Québec et le prix Marguerite-Maillet.

## Symboles

Drapeau de l'Acadie (depuis 1884)
Logo actuel de la SNA

## Présidents
| Rang | Nom                                | Entrée en fonction   |
| ---- | ---------------------------------- | -------------------- |
| 1er  | Pascal Poirier                     | 1890-1904, 1913-1921 |
| 2e   | Dr François-Xavier Comeau          | 1904-1905            |
| 3e   | Cyprien Martin                     | 1905-1908            |
| 4e   | François-Joseph Buote              | 1908-1913            |
| 5e   | Aubin-Edmond Arsenault             | 1921-1927            |
| 6e   | Arthur Leblanc                     | 1927-1937            |
| 7e   | François Grégoire Justinien Comeau | 1937-1945            |
| 8e   | Joseph-Henri Blanchard             | 1945-1950            |
| 9e   | Dr Georges Dumont                  | 1950-1956            |
| 10e  | Gilbert Finn                       | 1956-1957            |
| 11e  | Martin J. Légère                   | 1957-1958            |
| 12e  | Louis Lebel                        | 1958-1964            |
| 13e  | Dr Léon Richard                    | 1964-1969            |
| 14e  | Victor Godbout                     | 1969-1974            |
| 15e  | Michel Bastarache                  | 1974-1977            |
| 16e  | Fernand Landry                     | 1977-1978            |
| 17e  | Père Léger Comeau                  | 1978-1988            |
| 18e  | Pierre Arsenault                   | 1988-1991            |
| 19e  | Roger Ouellette                    | 1991-1995            |
| 20e  | Liane Roy                          | 1995-1998            |
| 21e  | Yvette Finn                        | 1998-1999            |
| 22e  | Neil Boucher                       | 1999-2000            |
| 23e  | Euclide Chiasson                   | 2000-2004            |
| 24e  | Michel Cyr                         | 2004-2006            |
| 25e  | Françoise Enguehard                | 2006-2012            |
| 26e  | René Légère                        | 2012-2015            |
| 27e  | René Cormier                       | 2015-2016            |
| 28e  | Xavier Lord-Giroux                 | 2016-2017            |
| 29e  | Louise Imbeault                    | 2017-2021            |
| 30e  | Martin Théberge                    | 2021-                |